# Royal Ulster Constabulary
El Royal Ulster Constabulary (RUC; en español «real policía del Ulster») fue una agencia de policía del Reino Unido existente en Irlanda del Norte desde 1922 hasta 2001.
Fue la agencia sucesora  de la  Royal Irish Constabulary (RIC). En su apogeo, la fuerza tenía alrededor de 8500 oficiales con otros 4500 que eran miembros de la Reserva. Durante «los Disturbios», 319 miembros de la RUC fueron asesinados y casi 9 000 heridos en asesinatos o ataques paramilitares, principalmente por el IRA Provisional, que convirtió a la RUC, en 1983 la RUC fue reconocida como la fuerza policial más peligrosa del mundo para trabajar. En el mismo período, el RUC mató a 55 personas, 28 de las cuales eran civiles. El RUC fue reemplazado por el Servicio de Policía de Irlanda del Norte (PSNI) en 2001. La antigua fuerza policial fue renombrada y reformada, como lo estipula la versión final de la Ley de Policía (Irlanda del Norte) de 2000 que introdujo importantes cambios para reflejar un enfoque más inclusivo y representativo.
El RUC ha sido acusado por republicanos y nacionalistas irlandeses  de parcialidad y discriminación, así como la colusión con paramilitares leales. Por el contrario, las fuerzas de seguridad británicas la alabaron como una de las operaciones policiales más profesionales del mundo. Las acusaciones sobre colusión provocaron varias investigaciones, la más reciente de las cuales fue publicada por el Defensor del Pueblo de la Policía, Nuala O'Loan. El informe identificó la complicidad de la policía, el CID y la Rama Especial con terroristas leales bajo 31 encabezados separados, en su informe sobre el asesinato de Raymond McCord y otros asuntos, pero ningún miembro de la RUC ha sido acusado o condenado por ningún acto criminal como resultado de estas consultas. La defensora del pueblo, Dame Nuala O'Loan, declaró en sus conclusiones que no había razón para creer que los resultados de la investigación fueran incidentes aislados.

## Historia
El Royal Ulster Constabulary (RUC) fue fundado el 1 de junio de 1922 con miembros de la antigua Real Policía de Irlanda, cuerpo al que sustituyó tras desaparecer éste a raíz del Tratado Anglo-Irlandés de 1921, que dotó a Irlanda de su propia policía (la Garda Síochána).
Jugó un papel activo durante el conflicto de Irlanda del Norte, llegando a estar formada por 8500 miembros en activo y 5000 reservistas. Ha quedado acreditado que agentes del RUC emplearon un comportamiento sectario y discriminador hacia los católicos, utilizaron en ocasiones la tortura e, incluso, colaboraron algunas veces con paramilitares unionistas en la comisión de crímenes. La mayor parte de los miembros del RUC provenían de un entorno protestante. Miembros del RUC fuera de servicio participaron en numerosas ocasiones en actos violentos contra el movimiento republicano irlandés.
Sus miembros e instalaciones fueron objetivos del IRA y el INLA durante el período conocido como «The Troubles», al ser percibidos por estos grupos armados como parte de la autoridad británica en la isla, así como discriminatorios contra los católicos. Durante los treinta años que duró el conflicto,  fueron asesinados 319 agentes de la RUC y casi 9.000 resultaron heridos en ataques paramilitares.... 
En cumplimiento del Acuerdo de Viernes Santo que buscaba poner fin al conflicto en Irlanda del Norte, la real policía del Úlster  fue reemplazada en noviembre de 2001 por el Servicio de policía de Irlanda del Norte  (PSNI) tras una importante reforma. Antes de ello, en abril de 2000, el cuerpo recibió de manos de la reina Isabel II la Cruz Jorge, la más alta condecoración civil del Reino Unido.